# Avenida Madrid (Zaragoza)
La Avenida de Madrid es la avenida principal del barrio de Delicias, situado en el distrito de Delicias. Mide aproximadamente 2 kilómetros de lóngitud, y transitan las siguientes líneas de autobús urbano: 21 24 31 32 33 36 51 52 N3.
La avenida de Madrid, de la ciudad de Zaragoza, es una de las avenidas más transitadas. Esta limita con el paseo María Agustín, y con la Vía Hispanidad. 
Hay conocidas calles que son perpendiculares a esta: calle Rioja, paseo Calanda, calle Andrés Vicente, calle Unceta, calle Añoa del Busto, avenida Navarra, o el paseo San Josemaría Escrivá de Balaguer. Esta avenida fue inaugurada anteriormente con otros 
nombres, como por ejemplo el camino de Alagón. Este camino/avenida, se inauguró en el año 1809 con el antiguo nombre, y a principios del siglo XX, con el nuevo nombre.
- Datos: Q10858049
- Multimedia: Avenida de Madrid (Zaragoza) / Q10858049